# Winfried Töpler
Winfried Töpler (* 2. Juni 1962 in Guben; † 7. Oktober 2022) war ein deutscher Archivar und Historiker.

## Leben
Töpler wuchs in Neuzelle auf und absolvierte von 1979 bis 1982 eine Berufsausbildung mit Abitur im Sythesewerk Schwarzheide. Von 1984 bis 1986 studierte er Theologie am Priesterseminar Erfurt und von 1991 bis 1995 Geschichte und Kunstgeschichte an der Freien Universität Berlin. Seit 1995 arbeitete er im Bistumsarchiv Görlitz. 2001 wurde er zum Dr. phil. promoviert. Sein Doktorvater war Kaspar Elm. Von 2001 bis 2005 studierte er berufsbegleitend Archivwissenschaft an der Universität Potsdam und schloss als Diplom-Archivar ab. 2004 wurde er Ordinariatsassessor im Ordinariat des Bistums Görlitz und dort 2008 Ordinariatsrat. Ab 2005 leitete er das Bistumsarchiv und vertrat das Bistum Görlitz im Stiftungsrat der Stiftung Stift Neuzelle.
Töpler beschäftigte sich mit dem Zisterzienserkloster Neuzelle, der Kunstgeschichte, vor allem des Barock, der Kirchengeschichte der Niederlausitz und des Bistums Görlitz, der Geschichte des Zisterzienserordens und der Inventarisierung der Kunstwerte der Pfarreien des Bistums Görlitz. U. a. dokumentierte er 1997 mit Dankwart Kühn das Neuzeller Passionstheater vor dessen Restaurierung.
Er starb am 7. Oktober 2022 nach kurzer Krankheit im Alter von 60 Jahren.

## Veröffentlichungen
Neben Aufsätzen in den Niederlausitzer Studien, den Neuzeller Studien und anderen Zeitschriften veröffentlichte er:
- Winfried Töpler (Text), Constantin Beyer (Fotos): Kloster Neuzelle. Ehemalige Zisterzienserabtei. Schnell und Steiner, Regensburg 1993; 11. Auflage, 2015, ISBN 978-3-7954-5765-5
- Winfried Töpler (Text), Markus Hilbich u. P. Isaak Maria Käfferlein OCist (Aufnahmen): Zisterzienser-Abtei Neuzelle in der Niederlausitz. Langewiesche, Königstein im Taunus 1996, ISBN 3-7845-1023-X; 4. Auflage, Langewiesche Nachf. Köster, Königstein im Taunus 2022, ISBN 978-3-7845-1026-2
- Winfried Töpler: Das Kloster Neuzelle und die weltlichen und geistlichen Mächte 1268–1817 (= Studien zur Geschichte, Kunst und Kultur der Zisterzienser, Band 14). Lukas-Verlag, Berlin 2003, ISBN 3-931836-53-3, zugleich: Dissertation, Freie Universität Berlin, 2001
- Winfried Töpler: Das Strohhaus in Neuzelle. Vom Tuchmacherhaus zum Museum. Regia, Cottbus 2010, ISBN 978-3-86929-053-9
- Winfried Töpler (Bearbeiter): Unsere Herzen bluten. Tagebücher und Aufzeichnungen aus der katholischen Gemeinde in Guben 1945/46. 2 Bände, Regia-Verlag, Cottbus 2013, ISBN 978-3-86929-225-0
- Wolfgang Ipolt und Winfried Töpler: Bilder, die von Gott erzählen. Christliche Kunst im Bistum Görlitz. Benno, Leipzig 2014, ISBN 978-3-7462-4189-0